# مادلين خان
مادلين غيل خان(ولدت باسم مادلين غيل وولفسون في 29 سبتمبر 1942 - 3 ديسمبر 1999) كانت ممثلة أمريكية، كوميدية، ممثلة صوتية، ومغنية، معروفة بأدوار الكوميديا في أفلام من إخراج بيتر بوغدانوفيتش وميل بروكس، مثل فرانكشتاين الصغير (1974). ترشحت لجائزة الأوسكار لأفضل ممثلة مساعدة عن دورها في القمر الورقي (فيلم) (1973) و بلازينج سادلس (1974).

## مرضها ووفاتها
تقدم لدى خان سرطان المبيض في 1998. خضعت للعلاج، وواصلت العمل في كوسبي، وتزوجت جون هانسبيري في أكتوبر 1999. ومع ذلك، إنتشر المرض بسرعة، وماتت في 3 ديسمبر 1999، في سن 57. تم حرق جثتها. أقام زوجها جون هانسبيري وشقيقها جيفري مقعدًا مخصصًا لذكراها في سنترال بارك.

## وصلات خارجية
- مادلين خان على موقع IMDb (الإنجليزية)
- مادلين خان على موقع الموسوعة البريطانية (الإنجليزية)
- مادلين خان على موقع روتن توميتوز (الإنجليزية)
- مادلين خان على موقع ألو سيني (الفرنسية)
- مادلين خان على موقع ميوزك برينز (الإنجليزية)
- مادلين خان على موقع تيرنر كلاسيك موفيز (الإنجليزية)
- مادلين خان على موقع أول موفي (الإنجليزية)
- مادلين خان على موقع قاعدة بيانات برودواي على الإنترنت (الإنجليزية)
- مادلين خان على موقع قاعدة بيانات الأفلام السويدية (السويدية)
- مادلين خان على موقع إن إن دي بي (الإنجليزية)
- مادلين خان at the Internet Off-Broadway Database
- مادلين خان على موقع فايند أغريف
- مادلين خان at تي في تروبس  [لغات أخرى]‏
- Madeline Kahn, a retrospective